# Jitka Lacinová
Jitka Lacinová (* 10. April 1969 in Prag, verheiratete Jitka Gasparová) ist eine ehemalige tschechische Badmintonspielerin.
Das Spiel mit dem Federball erlernte sie gemeinsam mit ihrer Schwester Eva Lacinová bei ihrem Vater Petr Lacina, ebenfalls ein erfolgreicher Badmintonspieler. 1985 gewann Jitka Lacinová ihre ersten beiden tschechoslowakischen Juniorentitel, gefolgt vom ersten Einzeltitel bei den Erwachsenen im gleichen Jahr. Im Folgejahr gewann sie den Titel im Damendoppel und alle drei Juniorentitel. 1987 wiederholte sie alle vier Titelgewinne, im Damendoppel allerdings erstmals gemeinsam mit ihrer Schwester Eva. 1988 folgte der totale Triumph bei den Erwachsenen. Sie gewann in diesem Jahr alle drei möglichen Titel. Nach zwei weniger erfolgreichen Spielzeiten und viel Verletzungspech erkämpfte sie 1991, von Spoje Prag zum Erzrivalen Meteor Prag gewechselt, erneut alle drei Titel. 1994 gelang ihr dieses Kunststück ein weiteres Mal. 1993, 1994 und 1996 gewann sie den Mixed-Titel mit Daniel Gaspar, der später ihr Ehemann wurde. Bei der Welthochschulmeisterschaft 1994 im eigenen Lande gewann sie Bronze im Mixed mit Tomasz Mendrek.

## Nationale Titel
| Saison | Veranstaltung                                          | Disziplin   | Sieger                               |
| ------ | ------------------------------------------------------ | ----------- | ------------------------------------ |
| 1985   | Tschechoslowakische Einzelmeisterschaften der Junioren | Damendoppel | Radka Viktorinová / Jitka Lacinová   |
| 1985   | Tschechoslowakische Einzelmeisterschaften              | Dameneinzel | Jitka Lacinová                       |
| 1985   | Tschechoslowakische Einzelmeisterschaften der Junioren | Dameneinzel | Jitka Lacinová                       |
| 1986   | Tschechoslowakische Einzelmeisterschaften              | Damendoppel | Jitka Lacinová / Jaroslava Balcarová |
| 1986   | Tschechoslowakische Einzelmeisterschaften der Junioren | Dameneinzel | Jitka Lacinová                       |
| 1986   | Tschechoslowakische Einzelmeisterschaften der Junioren | Damendoppel | Eva Lacinová / Jitka Lacinová        |
| 1986   | Tschechoslowakische Einzelmeisterschaften der Junioren | Mixed       | Tomasz Mendrek / Jitka Lacinová      |
| 1987   | Tschechoslowakische Einzelmeisterschaften der Junioren | Damendoppel | Eva Lacinová / Jitka Lacinová        |
| 1987   | Tschechoslowakische Einzelmeisterschaften              | Damendoppel | Jitka Lacinová / Eva Lacinová        |
| 1987   | Tschechoslowakische Einzelmeisterschaften der Junioren | Mixed       | Martin Vrkoslav / Jitka Lacinová     |
| 1987   | Tschechoslowakische Einzelmeisterschaften der Junioren | Dameneinzel | Jitka Lacinová                       |
| 1988   | Tschechoslowakische Einzelmeisterschaften              | Damendoppel | Jitka Lacinová / Eva Lacinová        |
| 1988   | Tschechoslowakische Einzelmeisterschaften              | Mixed       | Tomasz Mendrek / Jitka Lacinová      |
| 1988   | Tschechoslowakische Einzelmeisterschaften              | Dameneinzel | Jitka Lacinová                       |
| 1990   | Tschechoslowakische Einzelmeisterschaften              | Damendoppel | Jitka Lacinová / Eva Lacinová        |
| 1991   | Tschechoslowakische Einzelmeisterschaften              | Dameneinzel | Jitka Lacinová                       |
| 1991   | Tschechoslowakische Einzelmeisterschaften              | Mixed       | Zdeněk Musil / Jitka Lacinová        |
| 1991   | Tschechoslowakische Einzelmeisterschaften              | Damendoppel | Jitka Lacinová / Petra Hlubučková    |
| 1993   | Tschechische Einzelmeisterschaften                     | Mixed       | Daniel Gaspar / Jitka Lacinová       |
| 1993   | Tschechische Einzelmeisterschaften                     | Damendoppel | Eva Lacinová / Jitka Lacinová        |
| 1994   | Tschechische Einzelmeisterschaften                     | Dameneinzel | Jitka Lacinová                       |
| 1994   | Tschechische Einzelmeisterschaften                     | Mixed       | Daniel Gaspar / Jitka Lacinová       |
| 1994   | Tschechische Einzelmeisterschaften                     | Damendoppel | Eva Lacinová / Jitka Lacinová        |
| 1995   | Tschechische Einzelmeisterschaften                     | Damendoppel | Eva Lacinová / Jitka Lacinová        |
| 1996   | Tschechische Einzelmeisterschaften                     | Mixed       | Daniel Gaspar / Jitka Lacinová       |
| 1996   | Tschechische Einzelmeisterschaften                     | Damendoppel | Jarka Nováková / Jitka Lacinová      |